# 瓦乔尔詹
瓦乔尔詹，是匈牙利佩斯州所辖的一个村。总面积12.13平方公里，总人口1822，人口密度150.2人/平方公里（2011年1月1日）。